# Kadiri Ikhana
Kadiri Ikhana (ur. 31 grudnia 1951 w Ilorin) – nigeryjski piłkarz grający na pozycji napastnika. W swojej karierze grał w reprezentacji Nigerii.

## Kariera klubowa
W swojej karierze piłkarskiej Ikhana grał w klubie Bendel Insurance FC.

## Kariera reprezentacyjna
W 1978 roku Ikhana został powołany do reprezentacji Nigerii na Puchar Narodów Afryki 1978. Wystąpił w nim w dwóch meczach: grupowym z Ghaną (1:1) i o 3. miejsce z Tunezją (1:1). Z Nigerią zajął 3. miejsce w tym turnieju.
W 1980 roku Ikhanę powołano do kadry na Igrzyska Olimpijskie w Moskwie i Puchar Narodów Afryki 1980. W tym pucharze rozegrał jeden mecz, finałowy z Algierią (3:0). Z Nigerią wywalczył mistrzostwo Afryki.